# ラッセル2000
ラッセル2000またはラッセル2000指数（英語: Russell 2000 Index）は、アメリカ合衆国の代表的な株価指数の一つ。ラッセルインベストメントが算出・公表している。
米国市場（ニューヨーク証券取引所、NYSE American、NASDAQ）における時価総額上位3000社で構成されるラッセル3000のうち、時価総額上位1000社を除いた時価総額1001位から3000位の2000銘柄で構成された浮動株基準株価指数であり、米国市場の時価総額のおよそ10%を占める。指数の構成は年に一回見直しされる。現地時間9:30～16:00のNYSE取引時間中は1秒ごとに計算が更新される。
米国の小型株ファンドの約95%がベンチマークとして採用されている。1986年12月31日を基準日としており、その日の基準値を135として算出される。
ラッセル2000は小型株で構成されることから景気に敏感に反応する傾向にあり、「暴落の先行指標」や「炭鉱のカナリア」とも呼ばれる。類似の小型株指数としては、S&P ダウ・ジョーンズ・インデックスのS&P 小型株 600があるが、これは他の金融情報提供会社のものと並んであまり利用されていない。

## 他の米国株価指数との比較
- S&P 500 - 大型株500社
- S&P 中型株 400 - S&P 500 に入らない中型株400社[5]
- S&P 小型株 600 - S&P 500 や S&P 中型株 400 に入らない小型株600社[6]
- ラッセル1000 - 時価総額1位～1000位
- ラッセル2000 - 時価総額1001位～3000位
- ラッセル3000 - 時価総額1位～3000位

## 記録
| カテゴリ | 高値     | 高値           |
| -------- | -------- | -------------- |
| 終値     | 2,434.73 | 2024年11月29日 |
| 場中     | 2,466.49 | 2024年11月25日 |

## 年間リターン
| 年   | リターン | トータルリターン |
| ---- | -------- | ---------------- |
| 1995 | 26.21%   | 28.45%           |
| 1996 | 14.76%   | 16.49%           |
| 1997 | 20.52%   | 22.36%           |
| 1998 | −3.45%   | –2.55%           |
| 1999 | 19.62%   | 21.26%           |
| 2000 | −4.20%   | –3.02%           |
| 2001 | 1.03%    | 2.49%            |
| 2002 | −21.58%  | –20.48%          |
| 2003 | 45.37%   | 47.25%           |
| 2004 | 17.00%   | 18.33%           |
| 2005 | 3.32%    | 4.55%            |
| 2006 | 17.00%   | 18.37%           |
| 2007 | −2.75%   | –1.57%           |
| 2008 | −34.80%  | –33.79%          |
| 2009 | 25.22%   | 27.17%           |
| 2010 | 25.31%   | 26.85%           |
| 2011 | −5.45%   | –4.18%           |
| 2012 | 14.63%   | 16.35%           |
| 2013 | 37.00%   | 38.82%           |
| 2014 | 3.53%    | 4.89%            |
| 2015 | −5.71%   | –4.41%           |
| 2016 | 19.48%   | 21.31%           |
| 2017 | 13.14%   | 14.65%           |
| 2018 | −12.18%  | −11.01%          |
| 2019 | 23.72%   | 25.52%           |
| 2020 | 18.36%   | 19.96%           |

## ETF・投資信託・先物
| コード                               | レバレッジ | 年率  |
| ------------------------------------ | ---------- | ----- |
| IWM                                  | 1倍        | 9.00% |
| UWM                                  | 2倍        | 9.30% |
| URTY                                 | 3倍        | 4.39% |
| 2024年末現在。米ドル建て、配当込み。 |            |       |

ラッセル2000に連動するETFとしては下記がある。
- iShares Russell 2000 ETF (NYSE Arca: IWM)
- Vanguard Russell 2000 Index Fund ETF Shares (NASDAQ: VTWO)

レバレッジ型・インバース型のETFとしては下記がある。
- Direxion
  - Direxion Daily Small Cap Bull 3X Shares (NYSE Arca: TNA) (3倍)
  - Direxion Daily Small Cap Bear 3X Shares (NYSE Arca: TZA) (-3倍)
- ProShares
  - ProShares Ultra Russell2000 (NYSE Arca: UWM) (2倍)
  - ProShares UltraPro Russell2000 (NYSE Arca: URTY) (3倍)
  - ProShares Short Russell2000 (NYSE Arca: RWM) (-1倍)
  - ProShares UltraShort Russell2000 (NYSE Arca: TWM) (-2倍)
  - ProShares UltraPro Short Russell2000 (NYSE Arca: SRTY) (-3倍)

先物はシカゴ・マーカンタイル取引所に上場している。
- E-mini Russell 2000 Index - 取引単位は指数の数値×$50。呼値の単位は0.10ポイント。[10]
- Micro E-mini Russell 2000 Index - 取引単位は指数の数値×$5。呼値の単位は0.10ポイント。[11]

## 脚註
1. ↑  金融・証券用語解説 ラッセル2000大和証券　2020年10月20日閲覧
2. 1 2 3  NYダウやS&P500と同様に重要な指数、ラッセル指数についてモトリーフール 2019年12月3日　2020年10月20日閲覧
3. 1 2  株価急落の前にはこの指数が下がる　今年は「ラッセル2000」に注目マネーの達人 2019年03月23日 2020年10月20日閲覧
4. ↑  米国小型株指数の代表格「ラッセル2000指数」とは？「ラッセル1000」や「ラッセル3000」との違いを含めて解説！マネリテ! 2019年12月2日 2020年3月12日更新
5. ↑  S&P 中型株 400指数 | S&P ダウ・ジョーンズ・インデックス
6. ↑  S&P 小型株 600指数 | S&P ダウ・ジョーンズ・インデックス
7. ↑  iShares Russell 2000 ETF (IWM) Performance History - Yahoo Finance
8. ↑  ProShares Ultra Russell2000 (UWM) Performance History - Yahoo Finance
9. ↑  ProShares UltraPro Russell2000 (URTY) Performance History - Yahoo Finance
10. ↑  E-mini Russell 2000 Index Futures Contract Specs - CME Group
11. ↑  Micro E-mini Russell 2000 Index Futures Contract Specs - CME Group